# إرنست جان
إرنست جان (بالفرنسية: Ernest Jann)‏ هو لاعب كرة قدم لوكسمبورغي في مركز الوسط، ولد في 3 أكتوبر 1931. شارك مع منتخب لوكسمبورغ لكرة القدم.

## وصلات خارجية
- إرنست جان على موقع قاعدة بيانات كرة القدم.إي يو (الإنجليزية)